# Kumatyr
Kumatyr (del ruso: Куматырь) es un jútor del ókrug urbano de la ciudad-balneario de Anapa del krai de Krasnodar, en el sur de Rusia. Está situado a orillas del río Kumaytr en una llanura que se extiende entre las estribaciones de poniente del Cáucaso Occidental y la costa del mar Negro, 11 km al nordeste de la ciudad de Anapa y 121 km al oeste de Krasnodar. Tenía 110 habitantes en 2010.
Pertenece al municipio rural Anápskoye.